# Comuna Diculești, Vâlcea
Diculești este o comună în județul Vâlcea, Oltenia, România, formată din satele Băbeni-Oltețu (reședința), Budești, Colelia și Diculești.

## Geografie
Comuna Diculești este situată în zona de sud a județului Vâlcea, Oltenia, România, învecinându-se la vest cu orașul Bălcești, la nord cu localitatea Valea Mare și la sud cu localitatea Făurești.
Din punct de vedere al situării față de centrele urbane, comuna Diculești este situată la distanță relativ mare față de municipiul Rm. Vâlcea (cca 90 km), aproximativ 40 km față de municipiul Drăgășani și la cca 40 km față de orașul Craiova.
Comuna este alcătuită din satele Diculești, Budești, Băbeni-Oltețu, Colelia și are un număr de 2.064 de locuitori.
Din punct de vedere geografic, formele de relief întâlnite pe teritoriul localității sunt dealuri cu înălțimi care variază între 150–275 m și zonă de luncă a râului Olteț aflat în vestul localității, râu ce colectează toți afluenții torențiali de pe teritoriul comunei.
Râul Olteț, care izvorăște din munții Căpățânei, intră pe teritoriul comunei în punctul Anini unde se unește cu râul Cerna și străbate comuna de la nord la sud.
Aprovizionarea cu apă potabilă se face din izvoare naturale prin săparea de fântâni.
Pe teritoriul comunei au fost evidențiate următoarele unități de sol:
Aprovizionarea cu apă potabilă se face din izvoare naturale prin săpare de fântâni.
Pe teritoriul comunei au fost evidențiate urmatoarele unități de sol:
- sol brun moderat podzolit pseudogleizat;
- sol brun podzolit erodat în parte cu schelet;
- soluri brune cu soluri pseudo-redzine;
- aluviuni recente, pe alocuri cu schelet;
- sol aluvional slab humifer.

## Demografie
Componența etnică a comunei Diculești
     Români (92,28%)
     Alte etnii (7,72%)
Componența confesională a comunei Diculești
     Ortodocși (92,04%)
     Alte religii (0,12%)
     Necunoscută (7,84%)
Conform recensământului efectuat în 2021, populația comunei Diculești se ridică la 1.684 de locuitori, în scădere față de recensământul anterior din 2011, când fuseseră înregistrați 1.981 de locuitori. Majoritatea locuitorilor sunt români (92,28%). Din punct de vedere confesional, majoritatea locuitorilor sunt ortodocși (92,04%), iar pentru 7,84% nu se cunoaște apartenența confesională.

## Politică și administrație
Comuna Diculești este administrată de un primar și un consiliu local compus din 11 consilieri. Primarul, Armand-Costinel Cupăreanu[*], de la Partidul Social Democrat, este în funcție din 2016. Începând cu alegerile locale din 2024, consiliul local are următoarea componență pe partide politice:
|  | Partid                    | Consilieri | Componența Consiliului | Componența Consiliului | Componența Consiliului | Componența Consiliului | Componența Consiliului | Componența Consiliului | Componența Consiliului | Componența Consiliului | Componența Consiliului | Componența Consiliului |
|  | ------------------------- | ---------- | ---------------------- | ---------------------- | ---------------------- | ---------------------- | ---------------------- | ---------------------- | ---------------------- | ---------------------- | ---------------------- | ---------------------- |
|  | Partidul Social Democrat  | 10         |                        |                        |                        |                        |                        |                        |                        |                        |                        |                        |
|  | Partidul Național Liberal | 1          |                        |                        |                        |                        |                        |                        |                        |                        |                        |                        |

## Istoric
Comuna Diculești se află într-o zonă care, deși puțin cercetată din punct de vedere arheologic, este inclusă prin descoperirile din apropiere (Bugiulești comuna Tetoiu) și se află în aria de antropogeneză de pe malurile fostului lac Getic..
Descoperirile arheologice întâmplătoare în zona înconjurătoare a localității atestă o continuitate neîntreruptă a vieții omenești începând încă din paleolitic. O dovadă în acest sens o constituie așezările neolitice descoperite în Bălcești, precum și unele urme materiale aparținând triburilor din prima epocă a fierului scoase la lumină pe teritoriul comunei vecine Valea Mare.
Existența populației trace și anume a triburilor gete din zonă este dovedită de numărul mare de monezi de argint emise de orașele antice grecești și autohtone descoperite în tezaurul de la Valea Mare.
După cucerirea romană, întreaga zonă intră în procesul de romanizare, populația daco-romană continuând să trăiască și după retragerea autorităților și a armatei romane, o dovadă fiind mormintele din secolul IV descoperite în satul Băbeni. 
Odată cu organizarea primelor voievodate și cnezate, zona comunei Diculești a intrat în componența cnezatului lui Ioan, menționat în „Diploma Cavalerilor Ioaniți” în anul 1247.
Toponimia Diculești apare menționată în mai multe documente începând cu secolul al XVII-lea. Este de semnalat faptul că denumirea localității a fost păstrată până astăzi.
Astfel, în 1625 prin hrisovul dat de Alexandru Coconul, Zaharia Logofătul din Băbeni cumpără moșia din Preutese (Vâlcea), jumătate din sat și din funia Robotească de la Dobre fiul lui Radu din Diculești.
Într-un zapis pentru cumpărarea unui țigan în 1642 este trecut ca martor și Dobre logofătul din Diculești.
În anul 1720, satul Diculești este părăsit de locuitori „fie din cauza răzmeriții și a birurilor grele sau a ciumei” .
O altă informație despre satul Diculești atestă că în 1772 „Dikoleschti, sat cu o biserică pe Oltezul” .
Satul Budești este pomenit într-un document tot din secolul al XVII-lea, respectiv din anul 1625, prin care domnitorul Țării Românești Alexandru Coconul îi dă logofătului Zaharia din Băbeni „moșia de la Budești din funia Haraborească partea lui Hondoc a patra parte și de la Stoica și Comănița”.
În satul Budești, boierii Diculești (în frunte cu slugerul Alexandru Diculescu despre care se vorbește în documentele sec al XVII-lea) construiesc în 1825 o biserică de zid cu hramul Sf. Nicolae.
Satul Băbeni este cunoscut din anul 1625 dintr-un document prin care domnitorul Alexandru Coconul întărește stăpânirea lui Zaharia Logofătul din Băbeni peste părți din moșiile Preutese (Vâlcea), Budești, Giurgești și Băbeni.
Satul Colelia apare în documentele primăriei în anul 1940 numărând 121 de familii. Este satul cel mai nordic locuit, în special de rudari.
Comuna Diculești a fost unită cu comuna Făurești de la 1 aprilie 1906 până la 15 iulie 1908 sub denumirea de Băbeni-Făurești.
Prin reforma administrativă comunistă, comuna Diculești a fost unită cu comuna Făurești sub denumirea de Făurești.
La 15 septembrie 2004, în urma referendumului, comuna Diculești a fost din nou reînființată.

## Lăcașuri de cult
- Biserica cu hramul "Sfîntu Nicolae" din satul Băbeni-Oltețu, construită în anul 1770, este un monument istoric.
- Biserica cu hramul "Adormirea Maicii Domnului", construită în anul 1825, se află în satul Budești și este un monument istoric.
- Biserica cu hramul "Sfîntu Nicolae" din satul Diculești a fost construită în anul 1913, pe locașul altei biserici.
- Biserica cu hramul "Intrarea în Biserică", construită din lemn între anii 1912-1914, se află în satul Afumați.

## Fauna și flora
Pe acest teritoriu, pădurile de foioase au acoperit în trecut suprafețe mari. Odată cu dezvoltarea agriculturii și extinderea suprafețelor pe care s-au construit locuințe, pădurile au fost defrișate. În acest moment, pe valea Cernei și a Oltețului, se întâlnește o vegetație de luncă formată din specii de esență alba-sălcii, plopi, arini și răchită. Pădurile de luncă sunt cunoscute sub denumirea de zăvoaie. Pe pantele dealurilor se găsesc pădurile de stejar, gârniță, gorun, jugastru și ulm. Ca specii de arbuști: porumbarul, păducelul, sângerul, alunul și măceșul.
Dintre plantele cultivate în această zonă predomină: grâul, porumbul, orzul, ovăzul, cartoful și fasolea.
Păsările întâlnite sunt: fazanul, prepelița, potârnichea, cucul, coțofana, etc. Fauna de interes vânătoresc include: iepuri, mistreți, caprioare, vulpi.